# Tiếng Brâu
Tiếng Brâu hay Brao, là ngôn ngữ của người Brâu là một dân tộc thiểu số sinh sống chủ yếu tại Campuchia, Lào và một ít tại Việt Nam.
Tiếng Brâu là một ngôn ngữ trong ngữ chi Ba Na thuộc ngữ tộc Môn-Khmer của ngữ hệ Nam Á 

.

## Phương ngữ
Theo Ethnologue, tiếng Brâu có bốn phương ngữ riêng biệt nhưng có thể hiểu lẫn nhau, đôi khi được coi là ngôn ngữ riêng biệt: Lave (Brâu thực sự), Kru'ng (Kreung), và Kavet (Kravet), trong đó Kavet chỉ được nói bởi vài nghìn người.
Sidwell (2003) cũng liệt kê bốn cộng đồng, trong đó ba cộng đồng nằm ở Cambodia.
- Laveh (Lave, Rawe): được nói tại Attapeu, Lào và phía nam tỉnh lỵ Attapeu. Laveh là tên gọi chính thức do chính phủ Lào đặt.
- Krung (Krüng, "Krung 2"): được nói xung quanh khu vực Ban Lung của tỉnh Ratanakiri, Campuchia
- Kavet (Kravet): được nói tại huyện Veun Sai, tỉnh Ratanakiri, Campuchia
- Brao (Brou, Palaw, Preou): được nói tại Taveng và các vùng xung quanh, tỉnh Ratanakiri, Campuchia

Lun, được nói tại tỉnh Stung Treng, Cambodia, có quan hệ với Lave and Kavet (Philip Lambrecht 2012).

## Nhân khẩu
Sidwell (2003) đưa ra khả năng tổng số người nói tiếng Brâu vào khoảng 50,000 người, trong khi Bradley (1994:161) đưa ra ước tính khoảng 35,000. Số liệu dưới đây đều được trích từ Sidwell (2003:30).
- Lào: Lào: Theo cuộc điều tra dân số năm 1995 của Lào, dân số người Laveh là 17.544 người.
- Campuchia:  Ngân hàng Phát triển Châu Á (ADB) ước tính có khoảng 29.500 người nói vào đầu những năm 2000.
- Việt Nam: Có khoảng 300 người Brâu sinh sống tại Đắc Mế, xã Bờ Y, huyện Ngọc Hồi, tỉnh Kon Tum (Đặng, et al. 2010:112).[5] Parkin (1991:81)  cũng ước tính có vài trăm người Brâu tại Việt Nam.
- Thái Lan: Parkin (1991:81) ước tính có khoảng 2.500 người Brâu sinh sống tại Thái Lan.

## Âm ngữ
|          |               | Môi | Lợi | Ngạc cứng | Ngạc mềm | Thanh hầu |
| -------- | ------------- | --- | --- | --------- | -------- | --------- |
| tắc      | vô thanh      | p   | t   | c         | k        | ʔ         |
| tắc      | bật hơi       | pʰ  | tʰ  | cʰ        | kʰ       | h         |
| tắc      | hữu thanh     | b   | d   | ɟ         | g        |           |
| tắc      | thanh hầu hoá | ˀb  | ˀd  | ˀɟ        | ˀg       |           |
| Xát      | thường        | m   | n   | ɲ         | ŋ        |           |
| Xát      | tiền bật hơi  | ʰm  | ʰn  |           | ʰŋ       |           |
| Rung     | Rung          |     | r   |           |          |           |
| Tiếp cận | Tiếp cận      | w   | l   | j         |          |           |

### Nguyên âm
Brâu Krung có 19 nguyên âm: 8 nguyên âm ngắn, 8 nguyên âm dài và 3 nguyên âm đôi dài.
|      |        | Trước | Giữa | Sau  |
| ---- | ------ | ----- | ---- | ---- |
| Đóng | thường | i iː  | ɨ ɨː | u uː |
| Đóng | đôi    | iɛ    | ɨɔ   | uə   |
| Giữa | Giữa   | ɛ ɛː  | ə əː | o oː |
| Mở   | Mở     |       | a aː | ɔ ɔː |